# 特奥多尔·埃舍里希

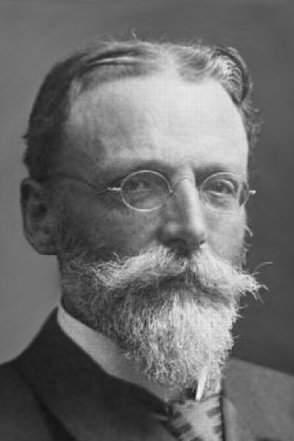
1900年左右的特奥多尔·埃舍里希

特奥多尔·埃舍里希（Theodor Escherich，1857年11月29日—1911年2月15日），德国奥地利儿科医生、格拉茨大学和维也纳大学教授。他发现了大肠杆菌并确定了其特性。1885年埃舍里希嘗試找出霍亂病原時，他分離出大腸桿菌，并将其最初命名為Bacterium coli commune。1919年，大肠杆菌（Escherichia coli）以其名字命名。
埃舍里希出生于德国安斯巴赫，曾在慕尼黑的军医院服役 18 个月。服役结束后，他回到维尔茨堡，担任内科医生卡尔·捷哈特的助理。捷哈特也成为了埃舍里希的博士导师，并对他的研究方向提出建议。1882年埃舍里希获得医学士学位，并在之后的两年里在圣安娜儿科诊所研究细菌学。1886年，埃舍希出版了一本关于肠道细菌与婴儿消化生理学关系的专论。在这本著作中，埃舍里希描述了现今称为大肠杆菌的细菌。